# Morrell-Insel (Phantominsel)
Koordinaten: 29° 57′ N, 174° 31′ O
Die Morrell-Insel (oft auch einfach als Morrell bezeichnet) ist eine Phantominsel, die am 14. Juli 1825 von dem US-amerikanischen Kapitän Benjamin Morrell gesichtet worden sein soll.
Morrell ist für zahlreiche fragwürdige Entdeckungen von nur durch ihn gesichteten Inseln bekannt, dazu zählen auch die Byers-Insel sowie New South Greenland.

## Beschreibung

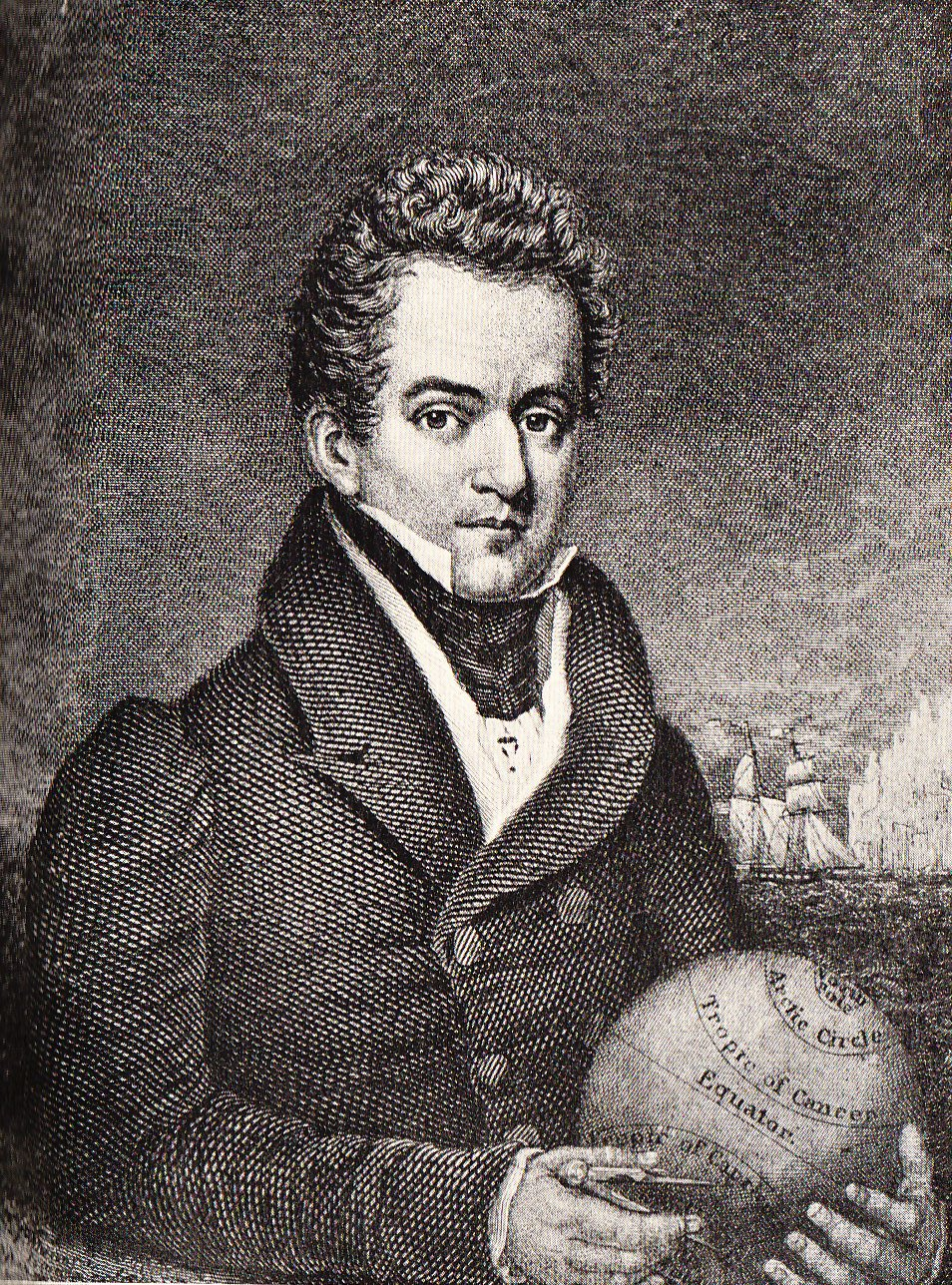
Benjamin Morrell (1832)

Morrell zufolge soll es auf der Insel neben zahlreichen Meeresvögeln auch Schildkröten und See-Elefanten gegeben haben. Der Umfang soll etwa vier Meilen betragen haben, während es keine größeren Erhebungen gebe. Die Beschreibung ähnelt der am vorigen Tage durch Morrell gesichteten Byers-Insel. Einen Unterschied stellt hingegen der von Morrell vermutete vulkanische Ursprung der Insel dar.

## Verzeichnung in Karten
Nachdem die Morrell-Insel gemeinsam mit der Byers-Insel in immer mehr Karten gelangte, blieb sie auch nach einer Überprüfung der offiziellen britischen Seekarte des Pazifiks durch den Hydrographen Frederik Evans 1875 im Gegensatz zu drei tatsächlich existierenden Inseln dort vermerkt.
Im amtlichen Seehandbuch von 1899 sind Byer Island und Morrell Island bereits unter der Überschrift DOUBTFUL ISLANDS AND REEFS aufgeführt. Dennoch sind sie noch auf einem JRO-Globus von ca. 1960 zusammen mit u. a. Rica de Oro und Rica de Plata aufgeführt.